# Orientturteltaube

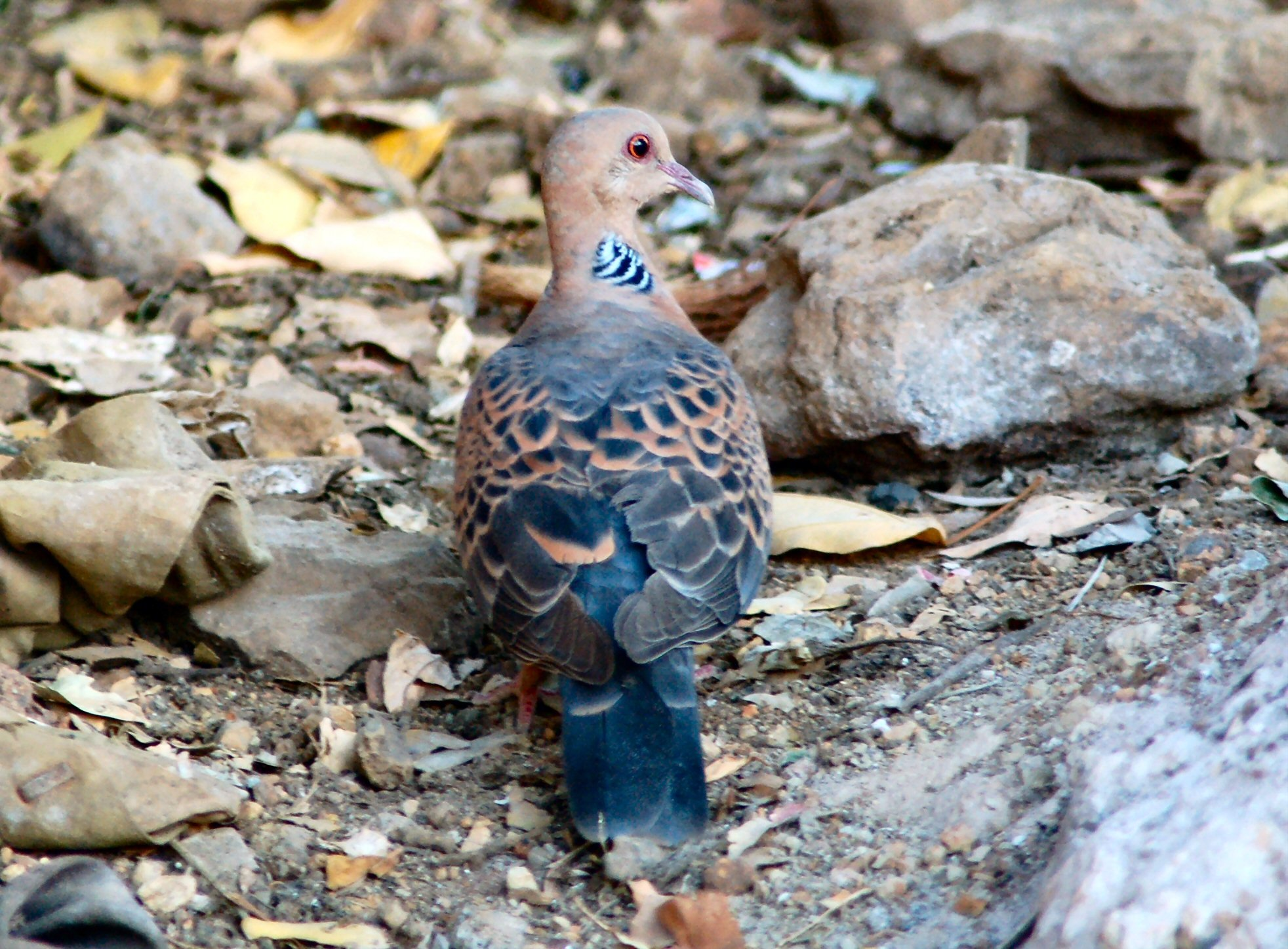

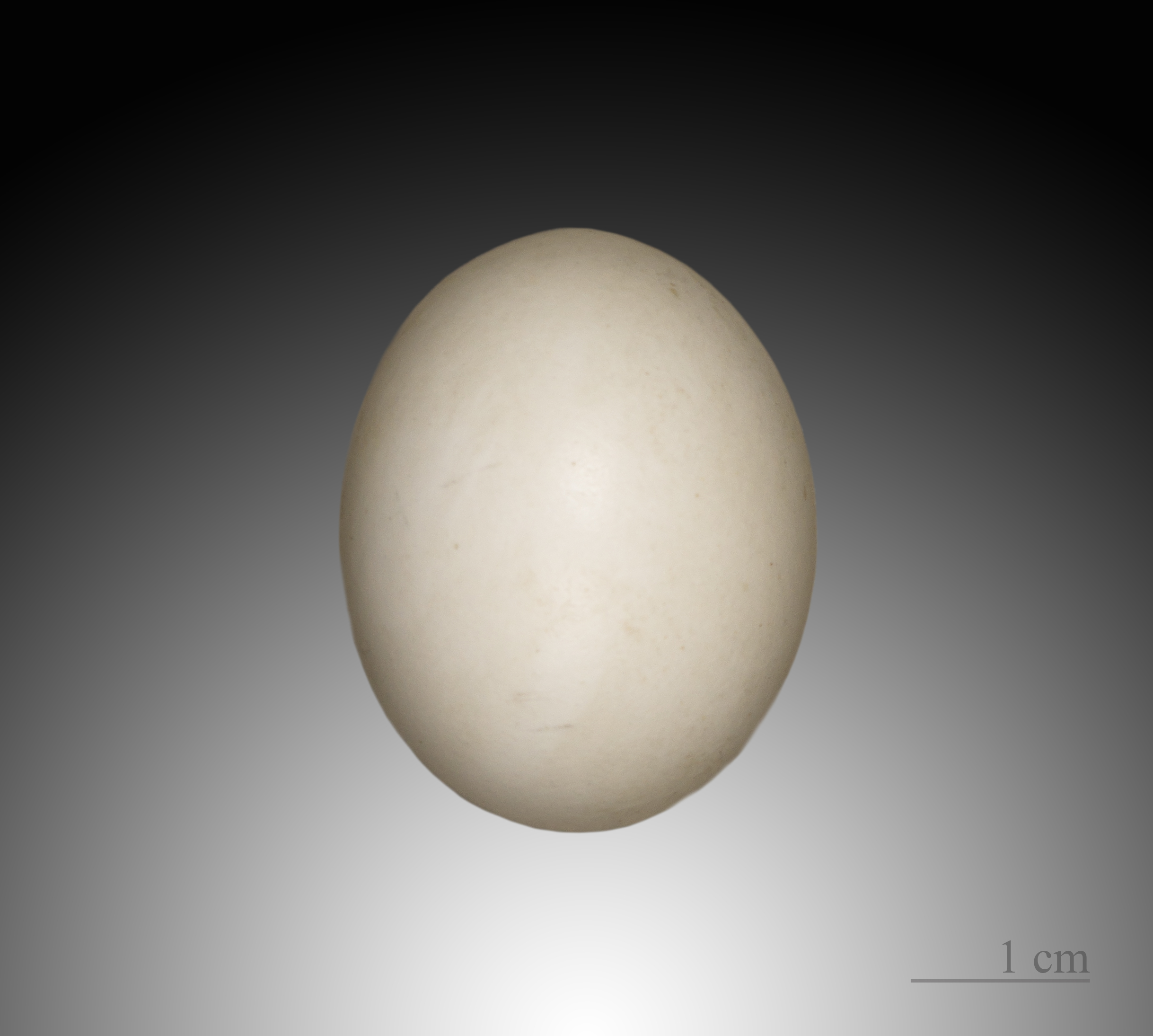
Streptopelia orientalis

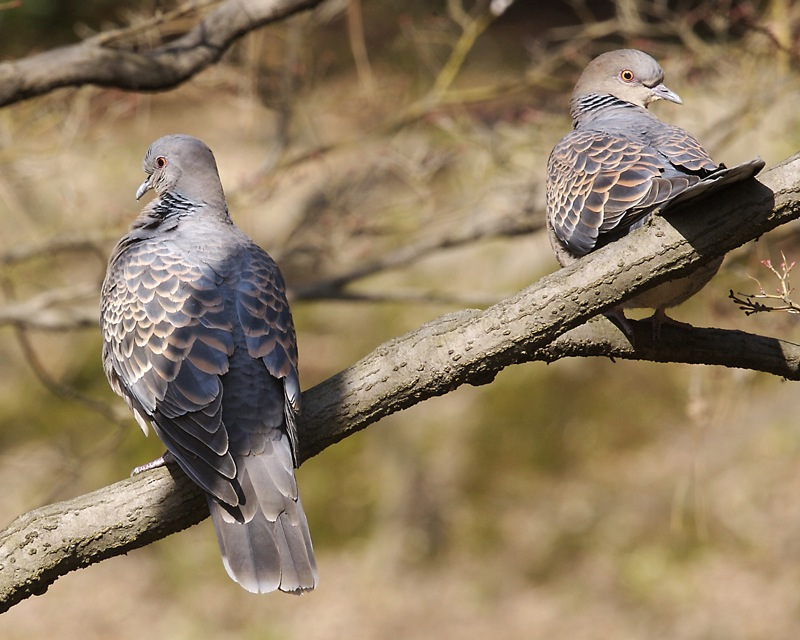
Ein Paar Orientturteltauben

Die Orientturteltaube (Streptopelia orientalis), auch Bergturteltaube, Meena-Turteltaube oder Meenataube genannt, ist eine Vogelart aus der Familie der Tauben (Columbidae). Sie besiedelt Teile Sibiriens und Mittelasiens und überwintert in Südostasien. In Europa ist die Art ein extrem seltener Irrgast.

## Merkmale und Lautäußerungen
Die Orientturteltaube hat eine Körperlänge von 30 bis 35 cm und eine Flügelspannweite von 54–62 cm. Die Art ähnelt insgesamt sehr der Turteltaube. Die Orientturteltaube ist allerdings insgesamt ein Drittel größer und schwerer als diese Art. Die Turteltaube ist am Hals und auf der Brust deutlich heller, die hellen Federsäume auf der Oberseite sind breiter, mehr rostgelb und die hellen Flügelbinden fehlen. Bei der Orientturteltaube sind außerdem die Flügel deutlich stärker gerundet.
Oberer Rücken, Kopf, Hals und Brust sind dunkel braunrosa. Der Bürzel ist blaugrau; Bauch, Beine und Unterschwanzdecken sind weißlich grau. Die Schulterfedern, die Schirmfedern sowie die proximalen Flügeldecken sind deutlich rostbraun gesäumt, die Federzentren sind schwarz. Die Handschwingen und die Handdecken sind schwarz. Die Armschwingen und die Armdecken sind ebenfalls schwarz, aber breit blaugrau gerandet. Die Spitzen der mittleren und großen Armdecken sind zusätzlich weiß gesäumt und bilden so zwei deutlich sichtbare, helle Flügelbinden. Die zweiten bis sechsten Steuerfedern sind an der Basis blaugrau, in der Mitte schwarz und zeigen bei der Unterart S. o. meena eine breite weiße, bei der Nominatform eine graue Endbinde. Der Hals zeigt an den Seiten einen rundlichen Fleck, der aus feinen, parallelen, schwarzen Streifen auf blaugrauem Grund besteht. Die Beine sind rot, der Schnabel dunkelgrau. Beide Geschlechter sehen gleich aus.
Der Gesang ist ähnlich wie bei der Ringeltaube dumpf gurrend.

## Verbreitung, Lebensraum und Bestand

Verbreitung der Orientturteltaube:
Brutgebiete
Ganzjähriges Vorkommen
Migration
Überwinterungsgebiete

Das Verbreitungsgebiet der Art umfasst die Taiga Mittelsibiriens, die Waldsteppe Südsibiriens sowie die Bergwälder Mittelasiens. Es überlappt sich teilweise mit dem Verbreitungsgebiet der Turteltaube. In Sibirien erstreckt sich das Verbreitungsgebiet der Orientturteltaube vom Süden des Urals bis nach Sachalin. In südlicher Richtung reicht es bis nach Kasachstan, dem Osten des Irans, Afghanistan und Südindien. Die Art kommt außerdem auf Japan und auf Taiwan sowie im Norden Indochinas und Hainans vor. Die Tauben, die im nördlichen Gebiet des Verbreitungsgebietes brüten, überwintern südlich des Himalayas. Vereinzelt kommen sie auch bis nach Sri Lanka und der Mitte Thailands vor.
Der Lebensraum der Orientturteltaube sind Waldränder und teilweise mit Wald bestandenes Kulturland in der warmen Paläarktis und den kühleren Tropen. Die Höhenverbreitung reicht vom Tiefland bis in Höhenlagen von 4.000 Meter über NN. Sie fehlt gewöhnlich in dicht bewaldeten Gebieten und Wüsten. Sie sucht auch auf Kulturflächen nach Nahrung und ist besonders häufig auf Stoppelfeldern zu beobachten.
Belastbare Angaben zur Größe des Weltbestandes und zu Bestandstrends gibt es nicht, die Art ist jedoch zumindest in Teilen ihres Verbreitungsgebietes häufig. Sie wird daher von der IUCN als ungefährdet betrachtet. Sie ist in Teilen ihres Verbreitungsgebietes eine häufige Art.

## Lebensweise
Die Orientturteltaube lebt einzeln, in Paaren oder in kleinen Trupps. Zu größeren Ansammlungen kommt es nur zu den Zugzeiten oder an Stellen mit besonders reichlichem Nahrungsangebot. Die Orientturteltaube sucht ihre Nahrung überwiegend auf dem Boden. Das Nahrungsspektrum umfasst Sämereien und in geringerem Umfang auch Sprösslinge.
Die im nördlichen Verbreitungsgebiet vorkommenden Orientturteltauben sind Zugvögel. Sie verlassen ihre Brutgebiete im Zeitraum August bis Oktober und kehren im April bis Mai wieder zurück. Der Fortpflanzungszeitraum variiert in Abhängigkeit vom Standort. Im Norden des Verbreitungsgebietes brüten die Orientturteltauben von Mai bis August. Im Süden Indiens dagegen erstreckt sich die Fortpflanzungszeit von November bis Februar. Das Nest wird in einem Baum oder Strauch errichtet und ist eine nur lose zusammengefügte Plattform aus Zweigen. Das Gelege umfasst zwei Eier. Sie werden von beiden Elternvögel für 15 bis 16 Tage bebrütet. Die Jungvögel sind nach 15 bis 17 Tagen flügge.

## Systematik
Die Orientturteltaube bildet nach molekulargenetischen Untersuchungen der mitochondrialen DNA (mtDNA) und der Zellkern-DNA das Schwestertaxon eines Artenpaares, das aus der Turteltaube und der Adamauaturteltaube (S. hypopyrrha) besteht.

## Haltung in menschlicher Obhut
Die Orientturteltaube wurde erstmals 1864 vom Zoo in London gezeigt. Die Art gilt als deutlich ruhiger und für eine Volierenhaltung geeigneter als die europäische Turteltaube. Sie wurde aber über lange Zeit nur sehr selten importiert. Die ersten Orientturteltauben, die in die deutsche Wildtaubenhaltung gelangten, wurden 1982 über die damalige Tschechoslowakei importiert.